# Хејзелтон (Канзас)
Хејзелтон (енгл. Hazelton) град је у америчкој савезној држави Канзас.

## Демографија
По попису из 2010. године број становника је 93, што је 51 (-35,4%) становника мање него 2000. године.
| Група             | 2000.       | 2010.      |
| Белци             | 124 (86,1%) | 81 (87,1%) |
| Афроамериканци    | 3 (2,1%)    | 1 (1,1%)   |
| Азијати           | 0 (0,0%)    | 0 (0,0%)   |
| Хиспаноамериканци | 9 (6,3%)    | 9 (9,7%)   |
| Укупно            | 144         | 93         |